# 平和堂HATOスタジアム
平和堂HATOスタジアム（へいわどうハトスタジアム）は、滋賀県彦根市松原町の彦根総合スポーツ公園にある陸上競技場。県の条例による名称は彦根総合スポーツ公園陸上競技場（ひこねそうごうスポーツこうえんりくじょうきょうぎじょう）である。滋賀県が施設を所有し、公益財団法人滋賀県スポーツ協会および日本管財によるS・NKグループが指定管理者として運営している。

## 施設概要
- 構造/階数:鉄筋コンクリート造一部鉄骨造/地上5階[4]
- 建築面積 - 14,235m2
- 延床面積 - 24,043m2
- 第1種公認陸上競技場
- レーン数：400 m×9レーン
- 収容人数：15,000人（スタンド：7,000席）
- 室内練習場有
- 照明設備有り

## 概要
2025年に滋賀県で開催される第79回国民スポーツ大会（わたSHIGA輝く国スポ大会）の会場選定にあたり、滋賀県内に日本陸上競技連盟（日本陸連）第1種公認陸上競技場に該当する施設がなく、日本スポーツ協会の定める「国民体育大会施設基準」に適合した開・閉会式場を兼ねる陸上競技場の確保が喫緊の課題とされる中で、彦根総合スポーツ公園の前身である滋賀県立彦根総合運動場内に新たに日本陸連第1種公認陸上競技場を整備することになったものである。
滋賀県立彦根総合運動場には野球場（滋賀県立彦根総合運動場野球場：滋賀県立彦根球場、HPLベースボールパーク）と近江高等学校に挟まれた場所に第2種公認の陸上競技場があったが、同運動場内の施設を野球場を残して全て撤去し、近江高校の東側及び彦根市立城北小学校の西側を拡張して、多目的広場・庭球場のあった場所に新たに整備された。なお、彦根総合スポーツ公園が都市公園に指定される際、暫定名称を「県営金亀公園」としていたため、建設事業は「（仮称）金亀公園第1種陸上競技場新築工事」の名称で発注された。
工事は鹿島建設と大津市に拠点を置く笹川組のJVと、奥村組・桑原組のJVの2者が参加し、89億6000万円（税別）で鹿島建設・笹川組JVが落札した。
県では国民スポーツ大会後の利活用を念頭にJ2リーグの本拠地基準を満たす収容人員2万人（固定席1万5千人）規模とすることを想定していたが、Jリーグ関係者が現地視察を行った際に、当競技場が（本拠地利用を想定しているJリーグ加盟を目指すクラブである）MIOびわこ滋賀（現：レイラック滋賀）やレイジェンド滋賀FCが活動拠点としている湖南地域から離れており、本競技場に本拠地を移転するとクラブ経営に影響を及ぼすことが懸念されることからホームスタジアムとしての活用を認められない意向を伝えた ことから方針を転換。規模を縮小し、収容人員1万5千人（固定席7千人）規模とする方針を示した。
2023年4月に開業。2023年5月21日の天皇杯 JFA 第103回全日本サッカー選手権大会1回戦がサッカーのこけら落としとなった。
なお、MIOびわこ滋賀改めレイラック滋賀は2024年度J3ライセンスを申請するにあたって当スタジアムをホームスタジアムとして申請、既設の照明設備はJ3参加に必要な1500lux以上を保っていない（1000luxのみ）ため、照度を充足可能な仮設照明の設置へ向けたクラウドファンディングによる募金を実施している。その後、既存の照明設備に加え、コーナー部分に仮設型照明設備を設置するテストを行い、1500lux以上の照度を保たせることができると確認されたため、レイラックに対するJ3ライセンス交付が認められた。

## 命名権
2023年1月に総合スーパーの平和堂が同じ公園内の補助競技場と合わせて命名権を取得。契約期間は2022年2月1日から2028年3月31日までの5年間。契約金額は2施設合計で年額1,000万円となり、「平和堂HATOスタジアム」の名称を使用している。

## 周辺
- 彦根城
  - 彦根城博物館
  - 玄宮園
  - 楽々園
- 夢京橋キャッスルロード
- 彦根港
- 彦根市役所
- 近江高等学校
- 彦根市立西中学校
- 彦根市立城北小学校

## ギャラリー

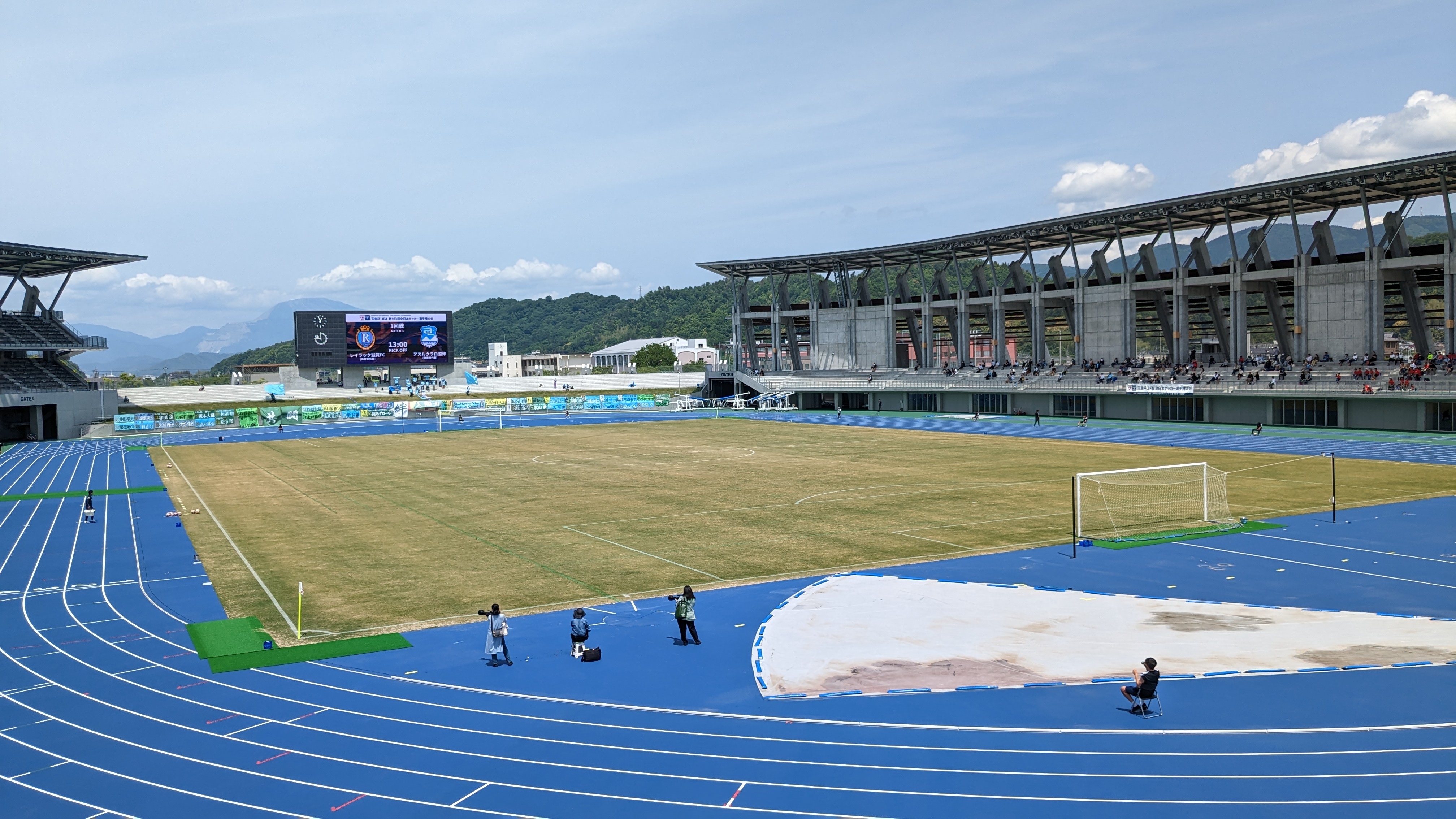
メインスタンドからバックスタンドを見る
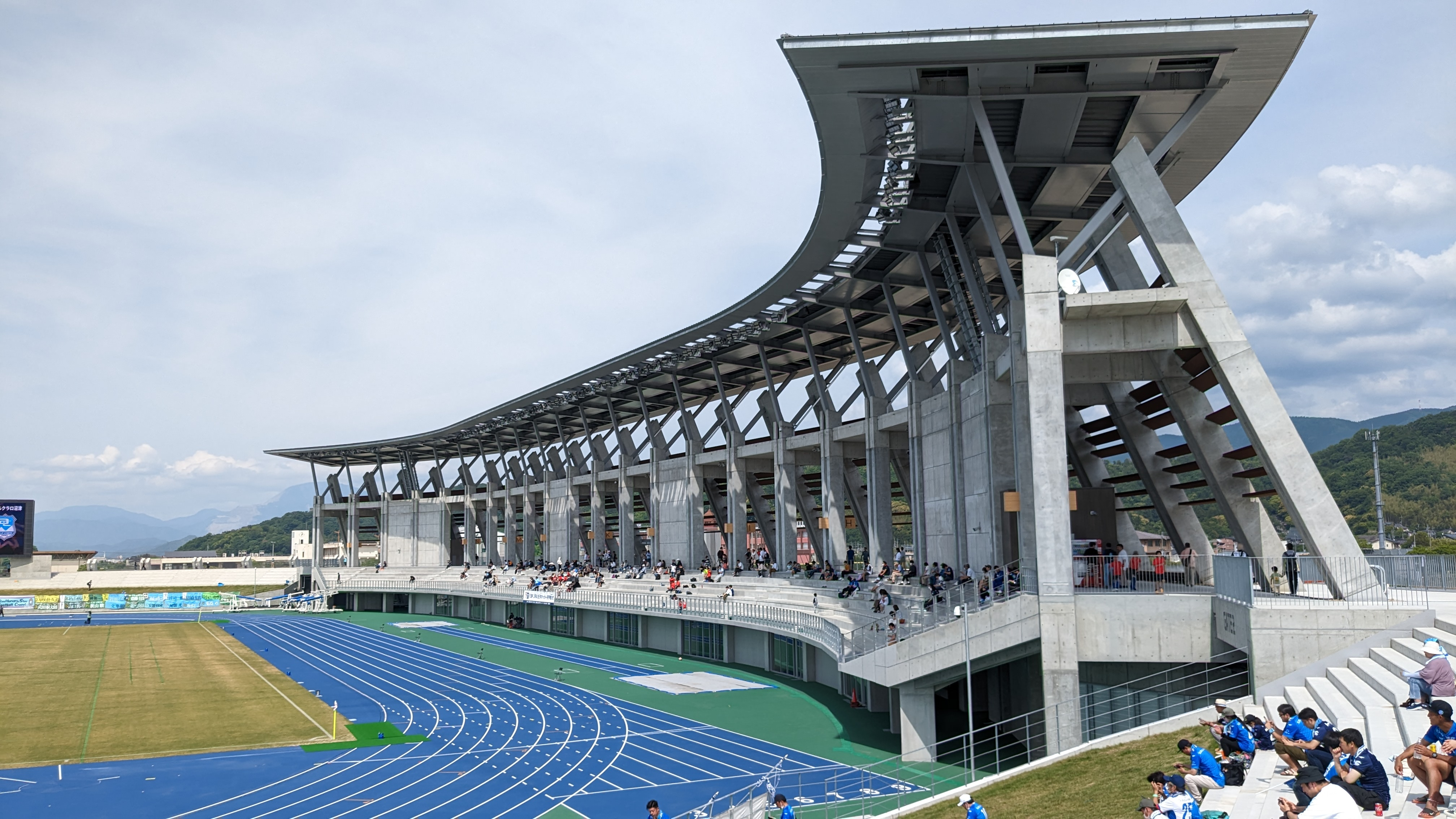
バックスタンド
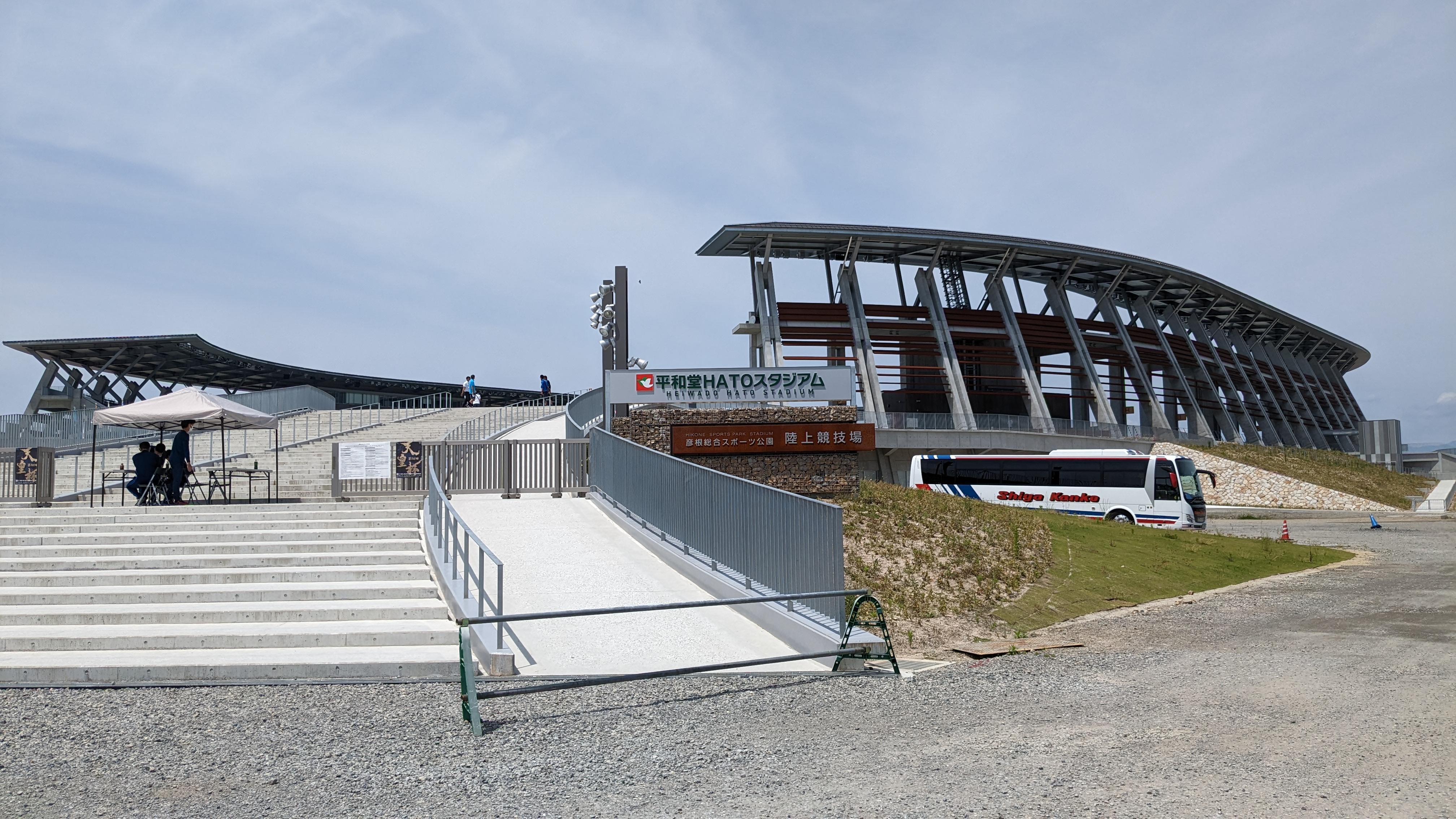
入場口

### 注記
1. ↑  かつては大津市にある皇子山総合運動公園内の皇子山陸上競技場が日本陸連第1種公認を得ていたが、新たな基準で必要とされた第3種公認相当の補助競技場が確保できず、更新時に第2種に格下げとなる「第1種B」に位置づけが変更されていた[6]。
2. ↑  旧・滋賀県立彦根総合運動場の南隣に「彦根市金亀公園」が所在している。